# Radicaal 170
Van de in totaal 214 Kangxi-radicalen heeft radicaal 170 de betekenis heuvel en dam. Het is een van de negen radicalen die bestaat uit acht strepen.
In het Kangxi-woordenboek zijn er 246 karakters die dit radicaal gebruiken.

## Karakters met het radicaal 170
| Strepen | Karakter                                                       |
| ------- | -------------------------------------------------------------- |
| + 0     | 阜 阝                                                          |
| + 2     | 阞 队                                                          |
| + 3     | 阠 阡 阢 阣 阤                                                 |
| + 4     | 阥 阦 阧 阨 阩 阪 阫 阬 阭 阮 阯 阰 阱 防 阳 阴 阵 阶          |
| + 5     | 阷 阸 阹 阺 阻 阼 阽 阾 阿 陀 陁 陂 陃 附 际 陆 陇 陈 陉       |
| + 6     | 陊 陋 陌 降 陎 陏 限 陑 陒 陓 陔 陕                            |
| + 7     | 陖 陗 陘 陙 陛 陜 陝 陞 陟 陠 陡 院 陣 除 陥 陦 陧 陨 险       |
| + 8     | 陚 陪 陫 陬 陭 陮 陯 陰 陱 陲 陳 陴 陵 陶 陷 陸 陹 険 隆       |
| + 9     | 陻 陼 陽 陾 陿 隀 隁 隂 隃 隄 隅 隇 隈 隉 隊 隋 隌 隍 階 随 隐 |
| + 10    | 隑 隒 隓 隔 隕 隖 隗 隘 隙                                     |
| + 11    | 隚 際 障 隝 隞 隟 隠 隡                                        |
| + 12    | 隢 隣 隤 隥                                                    |
| + 13    | 隦 隧 隨 隩 險 隫                                              |
| + 14    | 隬 隭 隮 隯 隰 隱                                              |
| + 15    | 隳                                                             |
| + 16    | 隴                                                             |
| + 17    | 隵                                                             |